# Graphis glaucescens
Graphis glaucescens är en lavart som beskrevs av Fée. Graphis glaucescens ingår i släktet Graphis och familjen Graphidaceae.   Inga underarter finns listade i Catalogue of Life.